# Binna penicillata
Binna penicillata là một loài bướm đêm thuộc phân họ Arctiinae, họ Erebidae.